# Afrolimnophila murudensis
Afrolimnophila murudensis är en tvåvingeart som först beskrevs av Edwards 1926.  Afrolimnophila murudensis ingår i släktet Afrolimnophila och familjen småharkrankar. Inga underarter finns listade i Catalogue of Life.